# Герасименко, Дмитрий Петрович
Дмитрий Петрович Герасименко (род. 29 сентября 1978) —   бывший спортивный функционер и профессиональный баскетболист, игравший на позиции лёгкого форварда. Бывший владелец (главный акционер) Волгоградского металлургического комбината «Красный Октябрь».

## Карьера
В 2010 году в Запорожье, при финансовом участии Герасименко, была создана команда «Авиастар», выступавшая в Высшей Лиге украинского чемпионата. Герасименко по совместительству являлся и игроком команды. «Авиастару» удалось собрать у себя многих известных украинских баскетболистов, однако успех пришёл к команде лишь раз — в мае 2012 года «Авиастар» выиграл Кубок Украины, обыграв в финале «Муссон».
Летом 2012 года, по инициативе Герасименко, являвшегося исполнительным директором волгоградского металлургического завода «Красный Октябрь» был основан одноименный клуб. Команда успела заявиться в турнир Суперлиги сезона 2012/2013. Сам же Герасименко стал не только президентом клуба, но и вошёл в основной состав команды.
В ноябре 2015 года Герасименко стал мажоритарным владельцем итальянского «Канту», за молодёжный состав которого выступает его сын. В январе 2016 года стал президентом клуба, а советником стала его жена Ирина.
19 февраля 2019 года "Канту", который принадлежал российскому бизнесмену Дмитрию Герасименко, продан компании Tutti Insieme Cantù
Дмитрий Герасименко был снят с самолета, вылетавшего в Москву, за пьяный дебош. В Приволжском управлении МВД на транспорте, как сообщил сайт V1, инцидент произошел в воскресенье, 3 марта, на рейсе авиакомпании «Аэрофлот», вылетавшем в Москву в 18:30. Господин Герасименко, находясь в состоянии алкогольного опьянения, поднялся на борт самолета и начал очень громко разговаривать по телефону. Бортпроводница сделала ему замечание, однако мужчина в ответ набросился на нее с нецензурной бранью, после чего командир воздушного судна вызвал на борт наряд полиции.
Дебошира сняли с рейса и доставили в линейный отдел полиции в аэропорту Волгограда, где на него был составлен протокол. В ведомстве отметили, что на протяжении всего времени составления протокола воздушный хулиган вел себя подобающим образом, изрядно умерив свой пыл.
Судейство матча «Красный Октябрь» — «Красные Крылья»  вызвало ряд возмущений со стороны президента волгоградского клуба Дмитрия Герасименко. 
Как сообщили ИА «Волга-Медиа» в пресс-службе Единой Лиги ВТБ, сегодня директорат Лиги рассмотрел данный инцидент, изучив видеозапись игры и вызвавшие вопросы решения арбитров. На заседании были приняты во внимание послематчевые высказывания  Герасименко.
В результате директорат Лиги постановил оштрафовать на 300 000 рублей Дмитрия Герасименко за его высказывания, задевающие честь и достоинство судей.
В феврале 2019 года Дмитрий Герасименко продал баскетбольный клуб «Канту» группе инвесторов Tutti Insieme Cantù. По неофициальной информации итальянских СМИ «Канту» был продан за 800 тысяч евро. 350 тысяч было выплачено единовременно, оставшуюся часть суммы новые владельцы выплатят в течение нескольких лет. Покупателям предстоит погасить долги клуба, которые оцениваются в 1,6 миллиона евро.

## Уголовное преследование
26 мая 2015 года Дмитрий Герасименко был задержан в московском аэропорту и этапирован в Челябинск для проведения следственных действий по делу, возбуждённому по статье 159 УК РФ («Мошенничество, совершенное в особо крупном размере»). Его подозревали в присвоении 280 миллионов рублей контрагентов «Златоустовского электрометаллургического завода», с которыми были заключены договоры о поставке и транспортировке природного газа для предприятия. Уголовное дело было возбуждено ещё в 2014 году после обращения «НОВАТЭК-Челябинск» в правоохранительные органы.
28 мая 2015 года Герасименко был освобождён из изолятора временного содержания в Челябинске под залог в 10 миллионов рублей.
В декабре 2015 года, Главное следственное управление ГУ МВД по Челябинской области прекратило уголовное дело в отношении Герасименко в связи с примирением сторон. Прекращение уголовного дела инициировала компания «НОВАТЭК-Челябинск».
В августе 2016 года Дмитрий Герасименко был заочно арестован Тверским райсудом Москвы по ходатайству столичного ГСУ ГУ МВД, которое также заочно обвиняет его в растрате (ст. 160 УК). Единоличный владелец предприятия подозревается в растрате кредита на сумму 65 миллионов долларов, который ВТБ выдал в 2007 году ЗАО «Русспецсталь» на пополнение оборотных средств ЗАО «Волгоградский металлургический завод «Красный Октябрь». Кроме того, бизнесмену вменяют и  незаконный вывод  активов на 6,2 млрд. рублей в ходе процедуры банкротства завода «Красный Октябрь». По данным следствия, активы с помощью разных схем отошли к АО «Волгоградский металлургический комбинат «Красный Октябрь», владеет которым швейцарская компания Red October International с единственным акционером Герасименко. 
Как пишет «Независимая газета», источники, близкие к менеджменту волгоградских предприятий, не исключают, что срыв Гособоронзаказа мог оказаться своеобразной местью со стороны Герасименко за его преследование российскими правоохранителями.

## Статистика
| Сезон                                                                                   | Команда         | Лига            | GP | GS | MPG  | FG%  | 3P% | FT%   | RPG | APG | SPG | BPG | PPG |  |
| 2013/14                                                                                 | Красный Октябрь | Единая лига ВТБ | 6  | 2  | 5,3  | 0,0  | 0,0 | 0,0   | 0,5 | 0,0 | 0,0 | 0,0 | 0,0 |  |
| 2014/15                                                                                 | Все клубы       | Все лиги        | 5  | 0  | 7,1  | 0,0  | 0,0 | 50,0  | 1,4 | 0,4 | 0,2 | 0,0 | 0,2 |  |
| 2014/15                                                                                 | Красный Октябрь | Единая лига ВТБ | 4  | 0  | 7,5  | 0,0  | 0,0 | 50,0  | 1,5 | 0,5 | 0,3 | 0,0 | 0,3 |  |
| 2014/15                                                                                 | Красный Октябрь | Кубок Европы    | 1  | 0  | 5,6  | 0,0  | 0,0 | 0,0   | 1,0 | 0,0 | 0,0 | 0,0 | 0,0 |  |
| 2015/16                                                                                 | Все клубы       | Все лиги        | 4  | 1  | 13,1 | 37,5 | 0,0 | 100,0 | 1,8 | 0,3 | 0,0 | 0,0 | 2,0 |  |
| 2015/16                                                                                 | Красный Октябрь | Единая лига ВТБ | 3  | 0  | 6,4  | 50,0 | 0,0 | 100,0 | 1,0 | 0,3 | 0,0 | 0,0 | 2,0 |  |
| 2015/16                                                                                 | Красный Октябрь | Кубок Европы    | 1  | 1  | 33,3 | 25,0 | 0,0 | 0,0   | 4,0 | 0,0 | 0,0 | 0,0 | 2,0 |  |
|                                                                                         |                 | Всего           | 15 | 3  | 8,0  | 23,1 | 0,0 | 75,0  | 1,1 | 0,2 | 0,1 | 0,0 | 0,6 |  |
| Наведите курсор мыши на аббревиатуры в заголовке таблицы, чтобы прочесть их расшифровку |                 |                 |    |    |      |      |     |       |     |     |     |     |     |  |